# Иезекииль
Иезекии́ль (Иезекиил, др.-евр. יְחֶזְקֵאל‬, Йехезкэль — «Бог укрепит») — в иудаизме один из трёх великих пророков (Исаия, Иеремия, Иезекииль), согласно христианскому учению, один из четырёх ветхозаветных великих пророков;  жил в правление иудейского царя Иехонии. Пророчествовать начал в возрасте тридцати лет, находясь в вавилонском пленении (в июле 592 года до н. э.). История жизни Иезекииля и его пророческой деятельности изложена в книге, называемой его именем, «Книге пророка Иезекииля», и занимающей в христианском Ветхом Завете третье место в ряду книг великих пророков (после «Исаии», «Иеремии» и перед «Даниилом»). Ему принадлежит описание тетраморфа — четырёх образов над таинственной колесницей, которые книга «Зогар» называет четырьмя архетипами, формирующими черты лица каждого человека.
Память в Православной и Католической церквях отмечается 21 июля (3 августа) (соответственно по юлианскому и григорианскому календарям). Личное имя Йехезкель (идиш Хацкл, Ехескл) популярно среди евреев.

## Биография
Родился в городе Сарир (Иудея) около 622 года до н. э. в семье священника Вузии. Его называют современником пророков Иеремии и Даниила.
В 25-летнем возрасте с первым караваном пленных в 597 году до н. э. Иезекииль был уведён в Вавилонию и жил в посёлке Тель-Авив у реки Ховар близ Ниппура, одного из религиозных центров Вавилонии. Здесь, у реки Ховар, у него было видение, с которого в 5-й год от пленения царя Иоакима (по другим данным речь идет об Иехонии) — 592 году до н. э. — началось его пророческое служение (5-й день 4-го месяца).
В это время Иезекиилю было около тридцати лет. Затем по вдохновению (по указанию Бога, см. Иезекииль, 4:1 — 8 и др.) он принимает на себя ряд испытаний. Бог временно делает его немым (Иез. 3:26) и дает задание изобразить осаду Иерусалима для того, чтобы показать израильтянам свое недовольство их действиями. Так он 390 дней спит на левом боку (Иез. 4:4) и ещё 40 — на правом (Иез. 4:6). Затем он ест лепешки, испечённые на коровьем навозе (Иез. 4:15). Затем он обривает свою голову (Иез. 5:1). В 587 году до н. э. от язвы умирает его жена (Иез. 24:18). Дом пророка в Тель-Авиве (в Месопотамии), как и дома многих священников в плену, стал местом, где собирались изгнанные иудеи (именно из таких домов собраний в эпоху плена и родилась синагога). К приходившим к нему людям обращал пророк свои пламенные проповеди.
Климент Александрийский приписывает ему знакомство с Пифагором.
Около 571 года до н. э. пророк скончался. По христианскому преданию он был предан мученической смерти (привязан к коням и разорван) иудейским князем за обличение в идолопоклонстве, или, по другой версии, он был побит камнями коленом Гада.
Могила в Ираке в Эль-Кифль. По другим данным, пророк был похоронен на острове Арал-Пайгамбар, на реке Амударья, вблизи города Термез (Узбекистан).

## Видение славы Господней
Пророческое служение Иезекииля начинается с видения славы Божией в виде колесницы (Меркава, меркаба; ивр. מֶרְכָּבָה‎, «колесница»), в которую запряжены четыре крылатых существа — тетраморф. Каждое из четырёх существ имело подобие четырёх лиц (человек, телец, орёл, лев), четыре взаимно соприкасающихся крыла и сверкающие металлические ноги с копытами (Иез. 1:6). Конструкция завершалась полусферой (Иез. 1:22), тогда как в основании его находились колёса с глазами. Во время движения крылья издавали сильный шум, а во время остановки крылья опускались. Над полусферой располагался престол, на котором восседало «подобие человека» (Иез. 1:26).
В христианстве видение это, по объяснению святых отцов, считается прообразом четырёх евангелистов, просветивших весь мир евангельской проповедью с разумом человека, с силою львиною, с покорностью тельца, с высоким пареньем духа, подобном орлиному.
В иудаизме (в том числе в каббале) имеется иное объяснение тетраморфа[какое?].

## Пророчества

### Критика иудеев
Иезекииль предрекает, что иудеи будут предаваться каннибализму (Иез. 5:10). Он сетует, что среди его соплеменников процветает солярный культ (Иез. 6:4), распутство (Иез. 22:11) и корыстолюбие, а интерьеры Иерусалимского Храма (за 5 лет до его разрушения) осквернены изображениями рептилий (Иез. 8:10). Сами израильтяне, по замечанию Иезекииля, изрядно смешались с соседними народами, поэтому он бросает упрёк Израилю:
отец твой аморрей, а мать твоя хеттеянка (Иез. 16:3)
Однако Иезекииль, перечисляя грехи Израиля и предрекая кары, подчеркивает, что Бог желает не гибели беззаконников, но их покаяния (Иез. 18:23).

### Против язычников
Иезекииль предсказывал разорение и других стран («семи языческих народов») за то, что народ их радовался разрушению Иерусалима. Аммонитяне будут отданы в наследие сынам востока (Иез. 25:4). Аналогичные кары постигнут Моав. Идумея будет разорена руками самих иудеев и превращена в пустыню (Иез. 25:14). Наказание также падёт на критян и филистимлян (Иез. 25:16).
Особо Иезекииль упоминает в 585 год до н. э. о падении ливанских городов Тира и Сидона, а также Египта, которые станут добычей халдейского царя Навуходоносора.

### Воскрешение мёртвых
Одним из самых ярких образов Иезекииля является его пророчество о воскрешении из мёртвых. В поле он видит множество костей и обращает к ним своё слово. Затем они начинают обрастать жилами, покрываться плотью и кожей (Иез. 37:8). Затем в трупы возвращается дух и они встают и покидают свои могилы. Впрочем, это пророчество имеет смысл притчи. Иезекииль использует этот образ, чтобы убедить своих земляков в том, что Израиль возродится, а вавилонский плен окончится.
Это пророчество о воскресении мёртвых читается в православной церкви на утрени Великой Субботы.
В современном религиозном сионизме и в христианских сионистских движениях это пророчество относят к созданию Государства Израиль в наше время.

### Мессия
Вместе с идеей возрождения Израиля Иезекииль раскрывает идею о грядущем благочестивом Царе и Пастыре Давиде, который будет править вечно (Иез. 37:24-25).

### Гог и Магог
Не менее популярно пророчество Иезекииля об грядущем князе Гоге, который во главе бесчисленного войска придёт от пределов севера (народы Мешех и Фувал) на землю Израиля и найдёт там свою гибель от каменного града (Иез. 38:22). Трупов завоевателей будет так много, что израильтяне будут хоронить их семь месяцев в месте, которое нарекут именем Гамона (Иез. 39:16).

### Видение нового Храма
Последнее пророчество, датируемое 571 годом до н. э., касается возобновления богослужений в Храме. Храм будет обращён на восток, иметь притвор и деревянный жертвенник три локтя высотой (Иез. 41:22). Иезекииль сообщает, что Бог повелевает сделать изображение в Храме пальм и двуликих херувимов с ликом льва (Иез. 41:18). Он также настаивает, чтобы необрезанным вход в Храм был воспрещён (Иез. 44:9). Иезекииль отмечает необходимость празднования Пасхи в 14-й день 1-го месяца (Иез. 45:21). Также он настаивает на необходимости совершать всенародные жертвоприношения в первый день первого месяца (Иез. 45:18) и пятнадцатый день седьмого месяца (Иез. 45:25). Также должны проводиться ежесубботние богослужения. По мысли Иезекииля, служить в храме должны исключительно потомки Садока (Иез. 44:15). Они должны носить льняные одежды (Иез. 44:27).
Грядущий Израиль по-прежнему будет расположен к югу от Дамаска, между Великим морем и рекой Иордан. Он по-прежнему будет разделен на 12 колен, однако иноземцам будет дана большая свобода (Иез. 47:21), и власть будет более централизована под началом Князя, по сравнению с эпохой заселения Ханаана.